# Muscari neglectum
Разграњена пресличица, вилин лук (Muscari neglectum) је вишегодишња, зељаста биљка из породице Hyacinthaceae. 

## Етимологија
Латинско име рода Muscari потиче од латинске muschus речи што значи мошус због изразитог мириса који је карактеристичан за овај род. Назив јој је дао француски ботаничар Чарлс де Еклуз почетком седамнаестог века, што је касније и сам Карл Лине задржао. Придев који описује врсту neglectum у преводу значе занемарен, игнориран.  

## Опис
Пресличица је вишегодишња, зељаста биљка која поседује подземни орган луковицу. Луковица је јајаста до широко јајаста, дужине од 12 до 25 милиметара. Дебљина износи око 2 центиметра са бројним, безлисним, малим луковицама и туником која је црвеномрке боје. Стабљике су дебљине 1 до 3 милиемтра, дугачке су од 10 до 40 центиметара, при основи црвенкасте боје. Листова има од 3 до 6, некада и до 10, уско су линеарни, на попречном пресеку скоро округли, дугачки од 15 до 30 центиметара, а широки од 1 до 4 или чак 7 милиметара. Листови су при основи црвенкасти, са горње стране избраздани или узано ужебљени, сивозелени, глатки, на наличју су ребрасти, млитави, на крајевима лучно повијени, ретко усправни, краћи од стабљике. Цветови груписану у гроздасту цваст која је збијена, јајаста до ваљкаста, састављена од 10 до 30 цветова. Цветне дршке дугачке од 1.5 до 3 милиметра, у почетку се уздижу, а касније савијају и штрче хоризонтално. Цветови изразито тамно плави до љубичасти са спољашње стране, док са унутрашње беличасти, мирисни, дугачки од 4 до 6 милиметара са врло кратким, опнастим, усеченим и дводелним брактејама. Доњи цветови су фертилни, висећи са беличастим зупцима, горњи стерилни, без мириса, усправни, мањи и са краћим цветним дршкама, светлије обојени. Имају прост цветни омотач перигон који је надувен, у почетку јајасто издужен до обрнуто јајаст, касније може попримити ваљкасту форму. Режњеви перигона су врло ситни, троугласти, бели, мало повијени уназад. Плод је дугачак до 8 милиметара, широк од 5 до 7 милиметара, на врху није удубљен, са округлим или широко објајастим капцима. Семе је црно, глатко до слабо наборано, дугачко од 1 до 2 милиемтра. 

## Станиште
Ова врста је карактеристична за виногорја, вртове, међе, поља, топле и осунчане брегове на надморској висини до 1200 метара. Забележена је у асоцијацијама Lolieto-Cynosuretum cristati, Ranunculetum pedati, Myrsiniteto-Ischaemetum и др. 

## Опште распрострањење
Распрострањена је у Јужној и Средњој Европи, предњој Азији, Северној Африци. Представља Медитеранско-субмедитеранско-западно-оријентално-западнопонтско-јужноатлантско-јужноцентралноевропски флорни елеменат. 

## Занимљивости и екологија
Ова врста карактеристично расте на благо киселом, неутралном или благо алкалном земљишту. Преферира суво или влажно станиште, а карактеристично је да не може да расте без присуства директне светлости. Цвета у периоду од марта до маја. Биљка је отровна због присуства одређених киселина које се понашају као сапонини. 